# Прес-форма

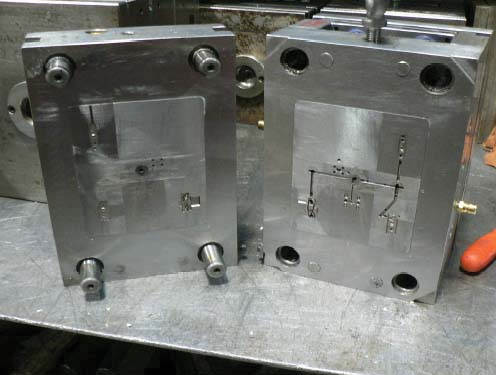
Пресформа для лиття пластмас під тиском

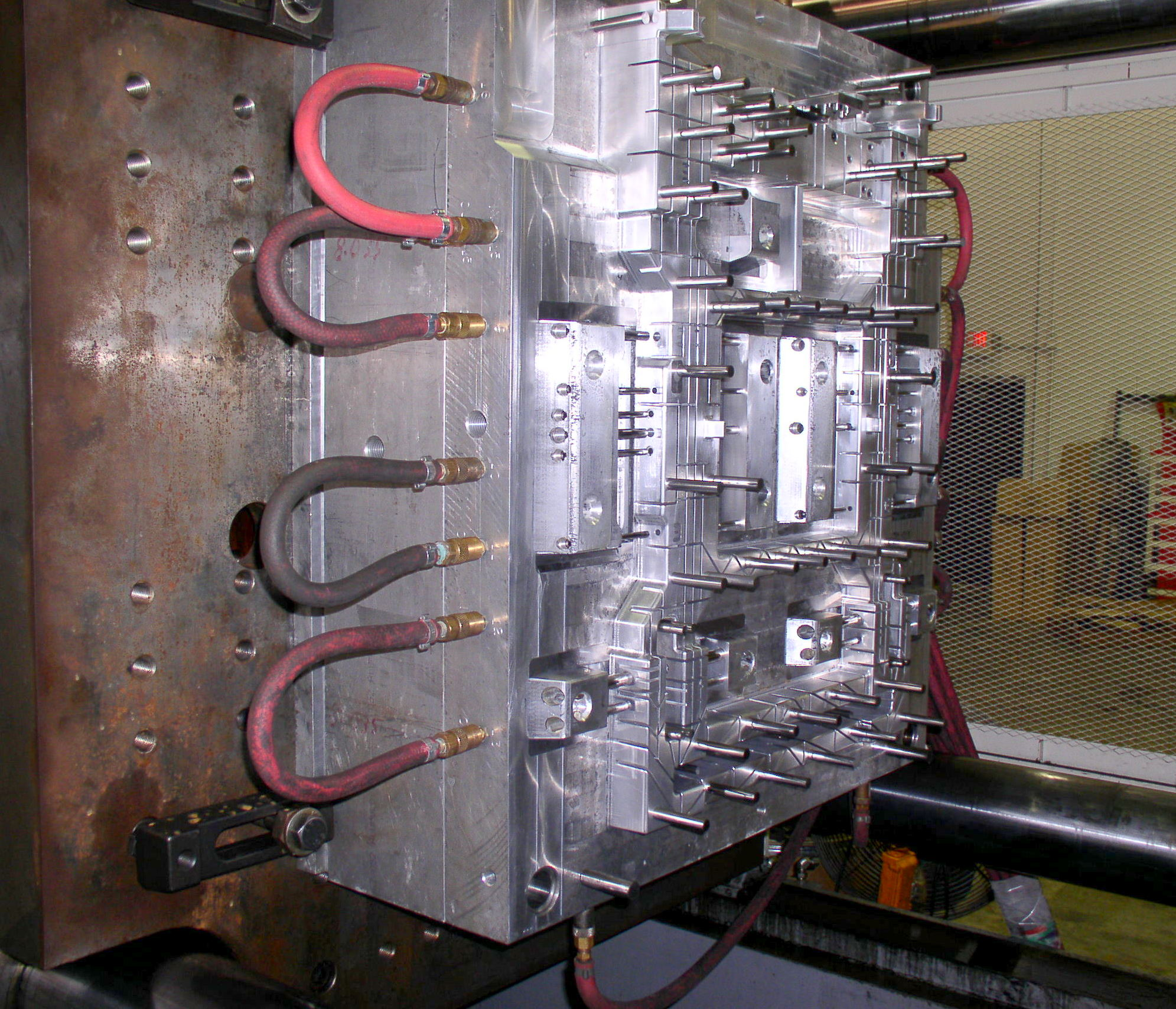
Матриця пресформи для лиття під тиском, встановлення на ливарній машині

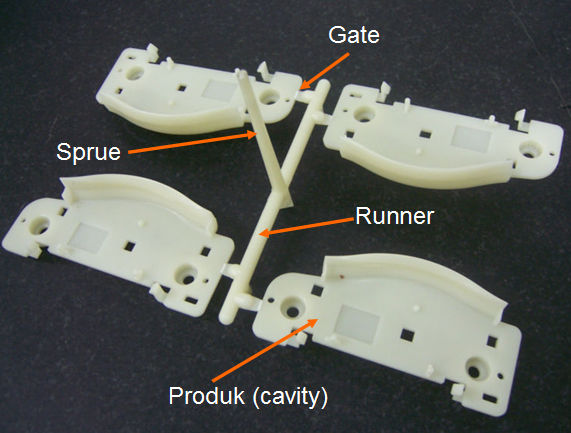
Пластмасові деталі разом з матеріалом, який затверднув у ливникові системі, отримані литтям під тиском у 4-місну пресформу

Пресфо́рма — пристрій для отримання виробів різної конфігурації з металів, пластмас, гуми та інших матеріалів під дією тиску, що створюється на ливарних машинах чи пресах. Через відносно високу вартість пресформ, їх використання в основному характерне для серійного і масового виробництва.

## Різновиди пресформ
За конструктивними особливостями розрізняють декілька видів пресформ:
- ручні, напівавтоматичні та автоматичні;
- знімні, напівзнімні і стаціонарні;
- з горизонтальною і вертикальною площинами розняття;
- з однією або декількома площинами розняття.

За призначенням пресформи бувають: для пресування полімерних матеріалів — пресформи прямого пресування (з матеріалу у розплавленому чи пластифікованому стані англ. Compression molds) та для лиття під тиском металів або полімерних матеріалів — пресформи ливарного пресування (англ. Injection molds).

### Пресформи прямого пресування
У пресформі прямого пресування завантажувальна камера є продовженням матриці. Матеріал завантажують в матрицю, де він, нагріваючись, набуває пластичності, а потім ущільнюється під дією пуансона. Пресформа прямого пресування повністю змикається, коли остаточно оформлено виріб. Такий клас пресформ використовують для виробництва невеликих партій простих за конфігурацією виробів переважно з гуми чи реактопластів.

### Пресформи ливарного пресування
У пресформі ливарного пресування завантажувальна камера виконується окремо від формотворної порожнини і перед заповненням її матеріалом пресформа повністю зімкнута. Прес-матеріал надходить з завантажувальної камери в формоутворювальну порожнину через ливникові отвори (канали). У металургії пресформи ливарного пресування виконуються з верхньою або нижньою завантажувальною камерою. Такий клас пресформ використовують для масового виробництва виробів практично будь-якої складності.

## Будова пресформи
Пресформа складається з нерухомої частини (матриці), і рухомої частини (пуансона), формувальні порожнини яких є зворотним (негативним) відбитком зовнішньої поверхні заготовки. В одній пресформі може одночасно формуватись декілька деталей (багатомісні форми).
Конструкцію пресформи можна розділити на такі основні системи:
- система розташування, встановлення і кріплення форми, що включає несні і кріпильні деталі пресформи і елементи взаємного кріплення її деталей та визначає конструктивний взаємозв'язок форми і ливарної машини;
- система ливникових і газовідвідних каналів — містить канали для перетискання розплаву з інжекційного циліндра ливарної машини у формувальну порожнину форми, сопла, запірні елементи, розподільники, нагрівники, терморегулятори, ливникові втулки і канали газовідведення, що можуть розташовуватись у деталях інших систем пресформи;
- система формоутворення — охоплює деталі форми, на яких розташовані формувальні поверхні, які безпосередньо мають контакт з розплавом: пуансони, матриці, різного роду вставки, формувальні поверхні виштовхувачів, скидних плит тощо;

Формотворна або формувальна порожнина — порожнина між матрицею і пуансоном для завантаження матеріалу, що повторює собою форму майбутньої деталі.
Пуансон — елемент пресформи, що охоплюється матеріалом що ллється (пресується) та/або рухома деталь пресформи, що передає тиск на матеріал, який формується. Пуансон, зазвичай, має виступи, які формують внутрішню поверхню виробу. Оскільки деталь у процесі охолодження отримує усадку і обтискає ці виступи, зняття готового виробу після розкриття форми здійснюється найчастіше з пуансона.
Матриця елемент пресформи, що має западини і бере участь у формуванні зовнішньої поверхні деталі (охоплює деталь) та/або нерухома частина пресформи. Подача матеріалу в порожнину форми здійснюється через канал у матриці — ливникову втулку.
Лінія розняття — поверхня змикання пуансона і матриці. У простих пресформах лінія розняття є площиною, а в складних пресформах вона складається з однієї або декількох складних поверхонь, утворених пуансоном, матрицею, скидними плитами та іншими рухомими елементами форми.
- система центрування призначена для запобігання зміщенню осей формувальних деталей форми. Сюди відносяться елементи центрування півформ, центрувальні виступи на фланцях, напрямні колони і втулки, центрувальні штифти і отвори для них, отвори або пази під закладні пуансони, матриці та формувальні знаки тощо;
- система охолодження і регулювання температури форми призначена для забезпечення рівномірного охолодження виробів у формі до заданих температур і охоплює канали охолодження на деталях форми, засоби защільнення для герметизації каналів, засоби підігрівання форми та терморегулювання охолоджувальної рідини;
- система видалення виробів з форми призначена для вилучення виробів і ливників з матриць та ливникових каналів, зіштовхування виробів з пуансонів, скидання виробу через люк машини у приймальну тару. У систему входять формувальні поверхні, виштовхувачі, зіштовхувальні (скидні) плити тощо;
- система переміщення деталей форми призначена для переміщення рухомих відносно корпуса форми формувальних деталей, рух яких збігається або ні з робочим рухом ливарної машини. Система може включати нахилені повідки, куліси, пружини, пневматичні (гідравлічні), гвинтові, клинові та інші механізми.

## Технологія лиття у пресформи

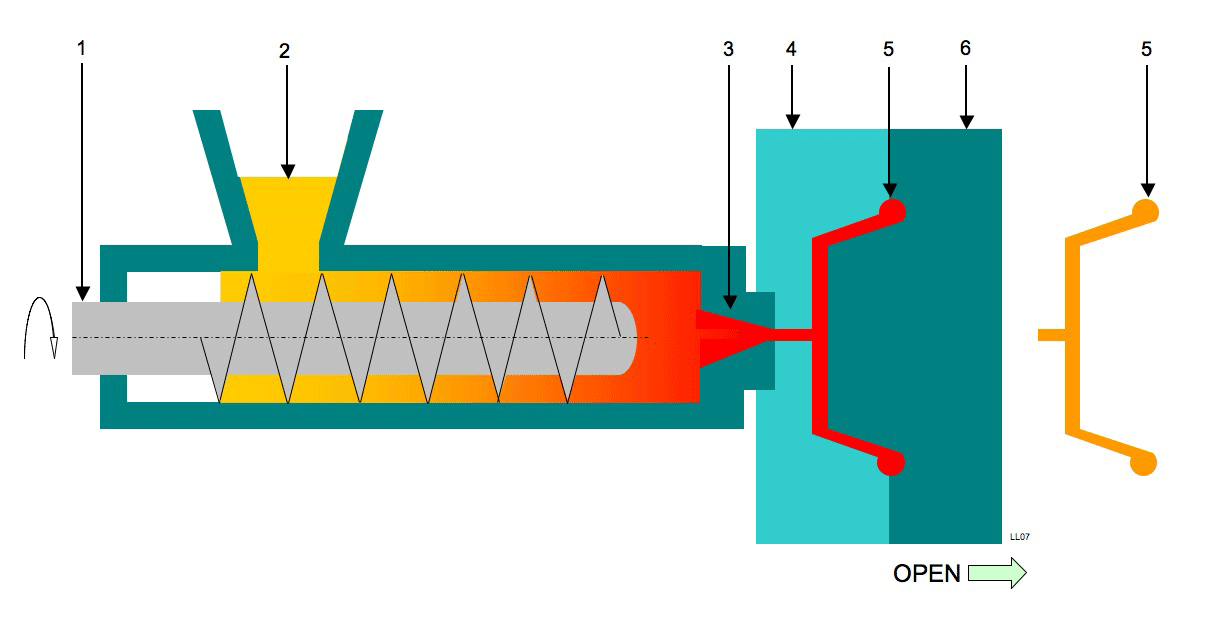
Технологічна схема процесу лиття термопластичних матеріалів:
1 — шнек
2 — дозувальний пристрій грануляту
3 — сопло
4 i 6: — половини пресформи
5 — (червоним) порожнина форми з ливниковими каналами
5 — (жовтим) готовий виливок

Підведення матеріалу до формувальної порожнини здійснюється через систему ливників, куди входять: центральний, розвідний і впускні ливники, а зняття готового виробу — за допомогою системи виштовхування.
Залежно від матеріалу і вимог, що ставляться до виливка, у формі підтримують певний температурний баланс. Для регулювання температури форми зазвичай використовують воду, пропускаючи її через канали охолодження.
Технологічний процес лиття виробів з термопластичних полімерів складається з таких операцій:
- плавлення, гомогенізація і дозування полімеру;
- змикання форми, підведення вузла впорскування до форми;
- впорскування розплаву;
- витримування під тиском і відведення вузла вприскування, охолодження виробу;
- розкриття форми і витягання виробу.

## Технологія пресування полімерних матеріалів

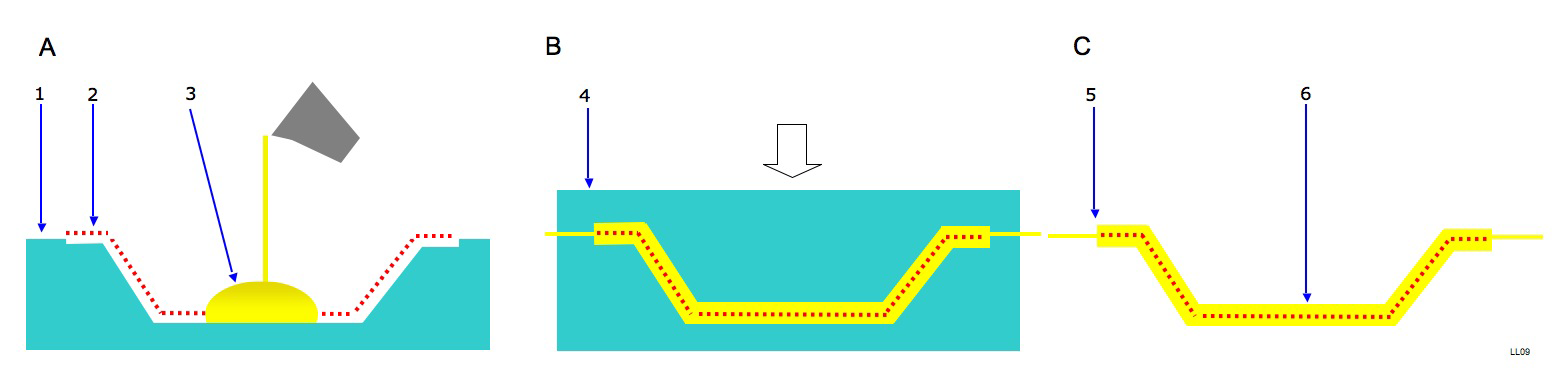
Пряме пресування у пресформі:
1 — Матриця; 2 — Формувальна поверхня матриці; 3 — Матеріал для пресування; 4 — Пуансон; 5 — Облой; 6 — Виріб

В залежності від температури процесу пресування полімерних матеріалів поділяють на високотемпературне (гаряче) і низькотемпературне (холодне). При гарячому пресуванні матеріал, наприклад у вигляді прес-порошку (зазвичай таблетованого чи гранульованого) або листів, поміщають в розімкнену пресформу, нагріту до заданої температури. При опусканні плунжера преса форма замикається, матеріал в результаті нагрівання і тиску, що створюється пресом розтікається і заповнює формувальну порожнину, набуваючи розмірів і конфігурації виробу. Реактопласти та гумові суміші, витримують у пресформі під тиском до завершення процесу твердіння або вулканізації, після чого плунжер преса піднімають і виштовхують з розімкненої форми готовий виріб.